# Fushigi no Kuni no Angelique
Pour les manga, séries animées, et dramas CD tirés du jeu, ainsi que pour les autres jeux de la série, voir Angelique (série).
Fushigi no Kuni no Angelique (ふしぎの国のアンジェリーク, « Angélique au pays des merveilles ») est un jeu vidéo de rôle, de drague et de réflexion de la franchise Angelique. Ce jeu est sorti uniquement au Japon.

## Présentation
Le jeu, développé par Koei, sort au Japon initialement le 11 octobre 1996 sur la console PC-FX, puis le 28 février 1997 sur PlayStation, Sega Saturn et PC sous Windows ; il ressortira cinq ans plus tard le 8 mars 2002 sur Game Boy Advance.
Contrairement aux autres jeux de la franchise, dont Angelique et son dérivé Angelique Special sortis précédemment, ce n'est pas un pur jeu de simulation de drague, bien qu'il soit toujours destiné à un public féminin et réalisé d'après des dessins de la shojo mangaka Kairi Yura ; il est donc considéré comme un jeu "hors série" dans la franchise, le premier. Mélangeant divers genres, il contient des éléments de jeu de rôle et de jeu de drague, et inclut des mini-jeux de réflexion.
Il se déroule dans l'univers du premier jeu Angelique sorti deux ans auparavant, dont il reprend l'histoire, les personnages et l'héroîne : Angelique Limoges doit toujours devenir "reine du cosmos" en sympathisant avec les neuf gardiens tout en affrontant sa rivale Rosalia de Catargena, mais la mécanique du jeu est donc différente, de même que l'introduction de l'histoire : Angelique s'endort près d'un arbre et tombe en rêvant dans un terrier de lapin, atterrissant dans un pays magique comme l'héroine d'Alice au pays des merveilles, roman dont d'autres éléments sont repris dans le jeu et même en couverture.
Le jeu sera d'abord suivi par le deuxième jeu de la série régulière, Angelique Special 2 qui sort deux mois plus tard fin 1996, puis par un autre jeu "hors série" de la franchise, Angelique Tenkū no Requiem en 1998.